# 共和國戰歌
《共和國戰歌》（英語：Battle Hymn of the Republic）是首美國的愛國歌曲，由朱莉亞·沃德·豪（Julia Ward Howe）作詞，為南北戰爭期間十分流行的歌曲，原版詞曲是由南卡羅萊納州人威廉·史蒂夫（William Steffe）創作。該曲亦可稱為《迦南之樂土》（Canaan's Happy Shore）或《兄弟們，你們會遇見我嗎？》（Brothers, Will You Meet Me?）並被當成營火靈魂樂傳唱。这首曲子把美国内战和末日对恶人的审判联系在一起（通过引用圣经《以賽亞書》第63章参和《啟示錄》第19章参），并随即传遍美国南北各地，并成为美国著名的爱国歌曲。
一位名叫湯瑪斯·比紹普（Thomas Bishop）的佛蒙特州男子在戰爭爆發之前加入了麻薩諸塞州的炮兵團，並在1860年左右以威廉·史蒂夫的旋律加上他創作的歌詞完成了歌曲《约翰·布朗之躯》。後來朱莉亞·沃德·豪聽到這首歌，又另行創作了新的歌詞，並命名為《共和國戰歌》這首好聽易懂的旋律傳遍全國各地，並作為許多新歌詞的配樂（但多數的歌詞十分粗俗）。

## 共和国战歌的创作

### 《噢，兄弟們！》
“荣耀，荣耀哈利路亞！”的曲调最初是一首南方民间传统的赞美诗，最早在19世纪初即有记载。最初记录的版本《迦南之樂土》中有"Oh! Brothers will you meet me/On Canaan's happy shore?"（“噢，兄弟们你们会与我再会吗/再会于迦南幸福的海岸吗？”）和"There we'll shout and give him glory/For glory is his own."（“在那儿我们会欢呼着给予祂荣耀/因为荣耀都是祂的”），而这些片段最终被囊括在“荣耀，荣耀哈利路亞！”的副歌中。这类最初的赞美诗曲调和歌词被传唱着南北双方的营地中。

### 《约翰·布朗之躯》
1861年5月12日的礼拜日，在波士顿附近马萨诸塞州沃伦堡的升旗仪式上，使用《噢，兄弟們！》曲调和“荣耀，荣耀哈利路亞！”作副歌的”约翰·布朗“之歌第一次在公众场合演出。这时美国南北战争已经打响了近一个月。
1890年，乔治·金伯在回忆录中写道，马萨诸塞州第2民兵营“老虎”集体写出了这首《约翰·布朗之躯》的歌谣。他写道：
我们过去营里有个叫约翰·布朗的苏格兰人...这家伙刚好和那个攻打哈珀斯费里军械厂的英雄约翰·布朗的名字一模一样，于是在这之后他就成了战友们的嘲笑对象。如果他在营里干活时慢了几分钟，或者是在站队时慢半拍，他就肯定会被大家三言两语地取笑：“快点啊老伙计，你可是要帮咱废除奴隶制的人啊，”或者是“这哪能是约翰·布朗啊--约翰·布朗早死啦。“接着几个爱开玩笑的家伙添油加醋地假装肃穆地--好像为了强调约翰·布朗已经真的，彻底地死了这一事--说：”是啊，是啊，可怜的老约翰·布朗已经死了；他的躯体在坟墓里腐烂和崩塌。

金伯回忆到，这些话在大家的共同努力下成了营队里民兵们的口头禅--就像那些在南北战争时期军营中广为流传的曲子里的歌词一样，而且还逐渐被嫁接到了这些曲子上，比如说《噢，兄弟們！》的曲调上:
到了最后弄出来的小曲已经荒唐、蹩脚的的地步了，说的是约翰·布朗已死、他慢慢腐烂的尸体，然后接着便开始唱赞美诗。最后这些小曲甚至已经离谱到了--
"John Brown's body lies a-mouldering in the grave,
（约翰·布朗在墓里崩塌腐烂，
His soul's marching on."
他的灵魂正在前进。）
还有--
"He's gone to be a soldier in the army of the Lord,
（他成为了上主的一名士兵，
His soul's marching on."
他的灵魂永远前进。）

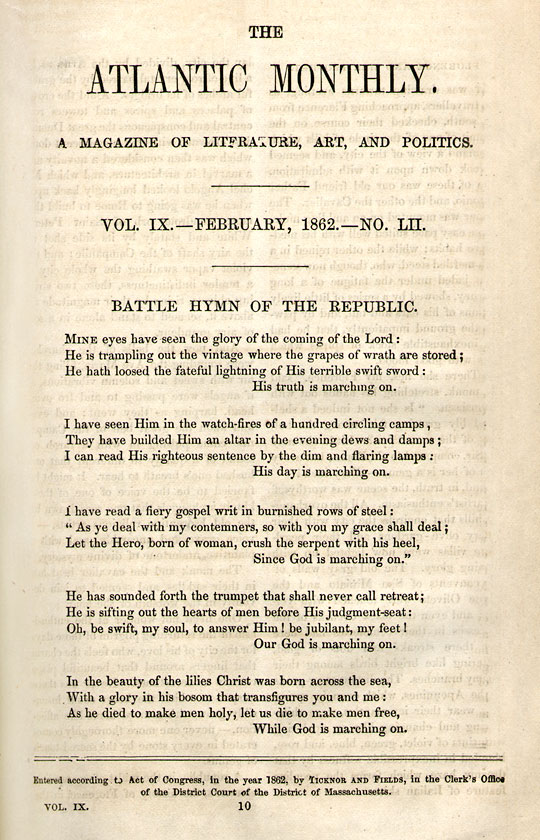
As originally published 1862 in The Atlantic Monthly

这几句似乎会给唱的人以极大的激励，而这个约翰·布朗的灵魂“正在前进”的点子被想出来后就一下子获得了一致肯定。这些句子被翻来覆去地唱着，大家津津有味地合着“荣耀，哈利路亞！“的合声副歌。
一些营里的士官觉得这些歌词粗野无礼，于是便要求他们唱些更适合军队的歌，但是并没能止住士兵们的热情。这首歌很快便有战友希望发表出去，于是找到了出版家C.S.Hall先生。他们选了一些更合适的句子加在歌曲上，期间甚至还寻求了一位当地的诗人帮他们抛光歌词。
（旧）第1炮兵团和第55炮兵团（1918）的官方史料记载约翰·布朗之歌最初创作于“老虎”营，和金伯的回忆是一致的。

### 《共和国战歌》
金伯所属的营在内战初被部署在肯塔基州的莫雷；朱莉亞·沃德·豪在华盛顿特区外Upton Hill的一个检阅仪式上听到了这首歌。当时的威斯康辛州第6志愿步兵团K连指挥官鲁弗斯·R·道斯在回忆录中说他的连里一个叫约翰·提克诺的军士最先开始唱这首歌。朱莉亞·豪的朋友--参加了这次检阅的詹姆士·弗里曼·克拉克--暗示说豪为这首战歌写了新的歌词。在1861年11月18日的这个晚上，豪为这首《共和国战歌》谱了词。她回忆到：
那天晚上我按习惯像平时一样睡下了，而且睡得很沉。但在清晨破晓前的晦暗之中，我醒了过来；我躺着等待着晨曦出现，这时那一行行我渴望的长诗在我的脑海中逐渐交织成型。我一一斟酌了每段诗句，最后我告诉自己：“我必须起来把他们写下来，绝对不可以再睡去便也就把它们给忘了。”就这样，灵光突现，我跃下床，在黎明前的黑暗中我抓到昨天我已经用过的一支很旧的笔，不加一点儿思考便潦草地涂写下那些诗句。

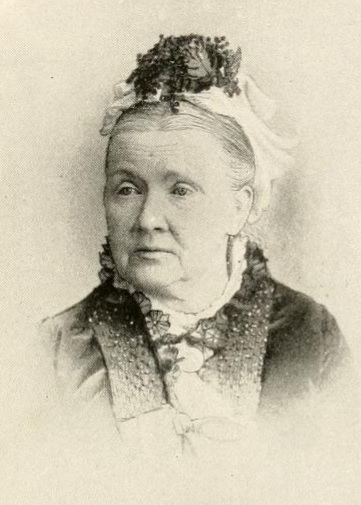
Julia Ward Howe, 1897

朱莉亚·豪的《共和国战歌》首先发表在1862年2月大西洋月刊的封面上，剩下有六段后来少一些唱起的歌词当时还没有被发表。这首歌在1863年还被宾州有色人种步兵招募管理委员会引发在宣传单上。《约翰·布朗之歌》和《共和国战歌》都发表在1874年的《老民谣曲调》上，并再印于1889年。两首歌的都在合唱副歌的第二行加了一个”荣耀!”即是荣耀！荣耀！荣耀！哈利路亞！“。朱莉亚·沃德·豪的丈夫是著名的盲人教育家塞缪尔·格莱德利·豪；塞缪尔和朱莉亚都是活跃的废奴主义者领袖，强烈支持联邦统一。

## 曲調
這是其中一個版本的旋律，C大調。

## 歌詞
朱莉亞·豪向大西洋月刊发表了这首曲子；第一版在刊出在该杂志1862年2月刊上。以下是这份最早的英文版本以及改编译文。
|        | 英文原词 | 中文直譯 | 中文翻译（章珍芳译配） |
| ------ | -------- | --- | --- |
| 第一段 |          | 我的眼睛已經看見主到來的榮光， 祂正践踏着那片存有愤怒葡萄的古地； 祂已放出了祂那可怕快剑闪耀着的命运光芒； 祂的真理在前进！                             | 我双眼已經看見我主降臨的榮光， 祂正践踏那滋长忿怒之果的地方； 祂已让那可怕的利剑闪闪放寒光， 祂的真理传播四方！                 |
| 第二段 |          | 我曾在围起的一百个营地的篝火中见过祂， 他们在夜晚的露水和湿气中为祂筑起祭坛； 我能在昏暗而耀眼的灯火中读到祂的正义之辞； 祂的日子正在来临！             | 我亲眼看到上帝在那营帐的篝火间， 他们在夜晚的雾中为祂筑起圣殿， 在那昏暗的灯光下我读到祂的格言， 祂的时代在奔向前方！           |
| 第三段 |          | 我曾读过一本写在成排磨光的铁器上的炽热福音， 「因為你在對付輕侮我的人，所以我要為你祝福； 讓这位英雄，由女人所生，用他的腳跟碾碎蛇， 因为神正在前进！」 | |
| 第四段 |          | 祂已吹響那決不召喚退卻的號角； 祂正在祂的审判之位上筛滤着人心： 哦，变快吧！我的靈魂，来回應祂！变得欢腾吧！我的腳！ 我們的神在前進！                   | |
| 第五段 |          | 在百合花的美丽中，基督降生于大海彼岸， 并以祂怀中的荣光使你我变得焕然一新； 当祂为使人们变得神圣而死，让我们为人们变得自由而死， 而神正在前进！         | 海的那邊基督降生，美麗正如百合花； 並懷含著無限光榮，改變我們都像祂； 当祂为世人聖潔而死，让我们为自由而死！ 祂的真理永远前进！ |
| 第六段 |          | 祂像浪花上清晨的荣光一样来临， 他是全能的智慧，他是勇气的扶助， 而世界应为他的脚凳，时间之魂为他的奴仆， 我们的神在前进。                               | |
| 副歌   |          | 荣光，荣光，哈利路亞！ 荣光，荣光，哈利路亞！ 祂的真理在前進！                                                                                          | 荣耀，荣耀哈利路亞！ 荣耀，荣耀哈利路亞！ 祂的真理传播四方！                                                                    |

## 文化影響
- The Battle Hymn of the Republic, Updated（1901）是馬克吐溫所作的諷刺歌詞，從一位因美西戰爭與美菲戰爭，而有感而發的美國企業家的觀點出發。
- 美國勞工運動工作者拉爾夫·查普林在1915年以這首歌的旋律填詞，成為一首流行的工會歌曲「永遠團結」《Solidarity Forever》。
- 在二戰期間的美軍傘兵們將之作成了另一首流行軍歌《傘繩上的鮮血》，旋律同原曲，但歌詞改編為語帶諷刺的版本，描述一名菜鳥傘兵在跳傘時因傘具故障而墜地身亡的故事。此曲在第101空降師、第82空降師等傘兵部隊中蔚為風潮。
- 英国著名足球隊曼聯隊更是在不同年代將此曲改變成為隊歌。

## 其他引用
- 日本大型連鎖購物中心友都八喜一直使用此曲（重新編曲版本）作為其廣告及店內廣播的背景音樂，而歌詞則換上由社長藤澤昭和填詞的版本，稱為「友都八喜之歌」。而每家分店的歌詞均根據途經的鐵路路線修改。
- 香港電訊商SUNDAY於1999年曾使用此曲作為其廣告「獨立日」的背景音樂。
- 中華民國以這首歌的旋律填詞改編成《團結就是力量》。[14]
- 电子游戏地球防卫军系列中使用此曲作为主题曲。
- 1979年中越戰爭爆發後德國音樂家在此曲基礎上作詞，創作了《Hãy tiếp tục đoàn kết với Việt Nam》，而後由越南藝術家翻譯成越南語。[15]

## 外部連結
- 1917 Sheet Music （页面存档备份，存于） at Duke University as part of the American Memory collection of the Library of Congress
- Easybyte（页面存档备份，存于） - free easy piano arrangement of The Battle Hymn of the Republic
- Julia Ward Howe（页面存档备份，存于） by LAURA E. RICHARDS AND MAUD HOWE ELLIOTT
- New England Music Archive （页面存档备份，存于）